# Ahmose (Sohn der Ibana)
Ahmose, Sohn der Ibana (auch Ahmose, Sohn der Abana, Ahmose, Sohn der Abina oder Ahmose, Sohn der Ebana) (* 16. Jh. v. Chr. in el-Kab; † nach 1500 v. Chr.) war ein altägyptischer Marineoffizier des Neuen Reiches. Er ist vor allem durch seine Autobiografie in seinem Felsengrab von el-Kab bekannt, in der er seine Taten unter den Königen Ahmose I. bis Thutmosis I. schildert.

## Leben
Ahmose verbrachte seine Jugendzeit in el-Kab, etwa 65 Kilometer südlich von Theben. Sein Vater Bibi, Sohn der Rainet, diente zur Zeit der 17. Dynastie als Offizier unter Seqenenre. Unter König Ahmose I. trat Ahmose, Sohn der Ibana, noch als junger Mann seinen Dienst als Soldat auf einem Schiff an.
Nach der Gründung eines Hausstandes wurde Ahmose auf ein neues Schiff versetzt und kämpfte als Fuß- und Marinesoldat bei der Belagerung der Hyksos-Hauptstadt Auaris mit. Der Überfall auf die Stadt erfolgte mit mehreren Überraschungsangriffen, bei denen man schnell Beute machte und sich dann blitzschnell wieder zurückzog. Ahmose tötete dabei mehrere Feinde und verdiente sich insgesamt dreimal das Ehrengold und Sklaven als Kriegsbeute.

„Als die Stadt Auaris belagert wurde, bewies ich meine Tapferkeit als Fußkämpfer vor Seiner Majestät. Da wurde ich für das Schiff Erschienen in Memphis [das Schiff des Königs] bestimmt. Man kämpfte zu Wasser auf dem Pa-Djedku-Kanal von Auaris. Da machte ich Beute, eine Hand [die einem erschlagenen Feind abgehauen war], man meldete es dem königlichen Berichterstatter und man gab mir das Gold der Tapferkeit.“

Nach der Einnahme von Auaris nahm er an der dreijährigen Belagerung der gut befestigten Stadt Scharuhen in Südpalästina teil, bei der er erneut Sklaven erbeutete und Tapferkeitsgold erhielt.
Als die asiatischen Stämme im Norden besiegt waren, beteiligte er sich an einem Feldzug in Unternubien und an der Niederschlagung eines nubischen Aufstandes. In Mittelägypten kam es zu einem Aufstand des Kommandanten Tetian, den er ebenfalls mit besiegte.
Unter Amenophis I. und Thutmosis I. kam es zu weiteren militärischen Vorstößen in den Süden, in deren Verlauf Ahmose zum obersten Marineoffizier aufstieg. Seine letzte Beteiligung erfolgte bei einem Syrienfeldzug des Thutmosis in dessen vierten oder fünften Regierungsjahr, der bis nach Karkemiš in Nordmesopotamien führte.

## Grab

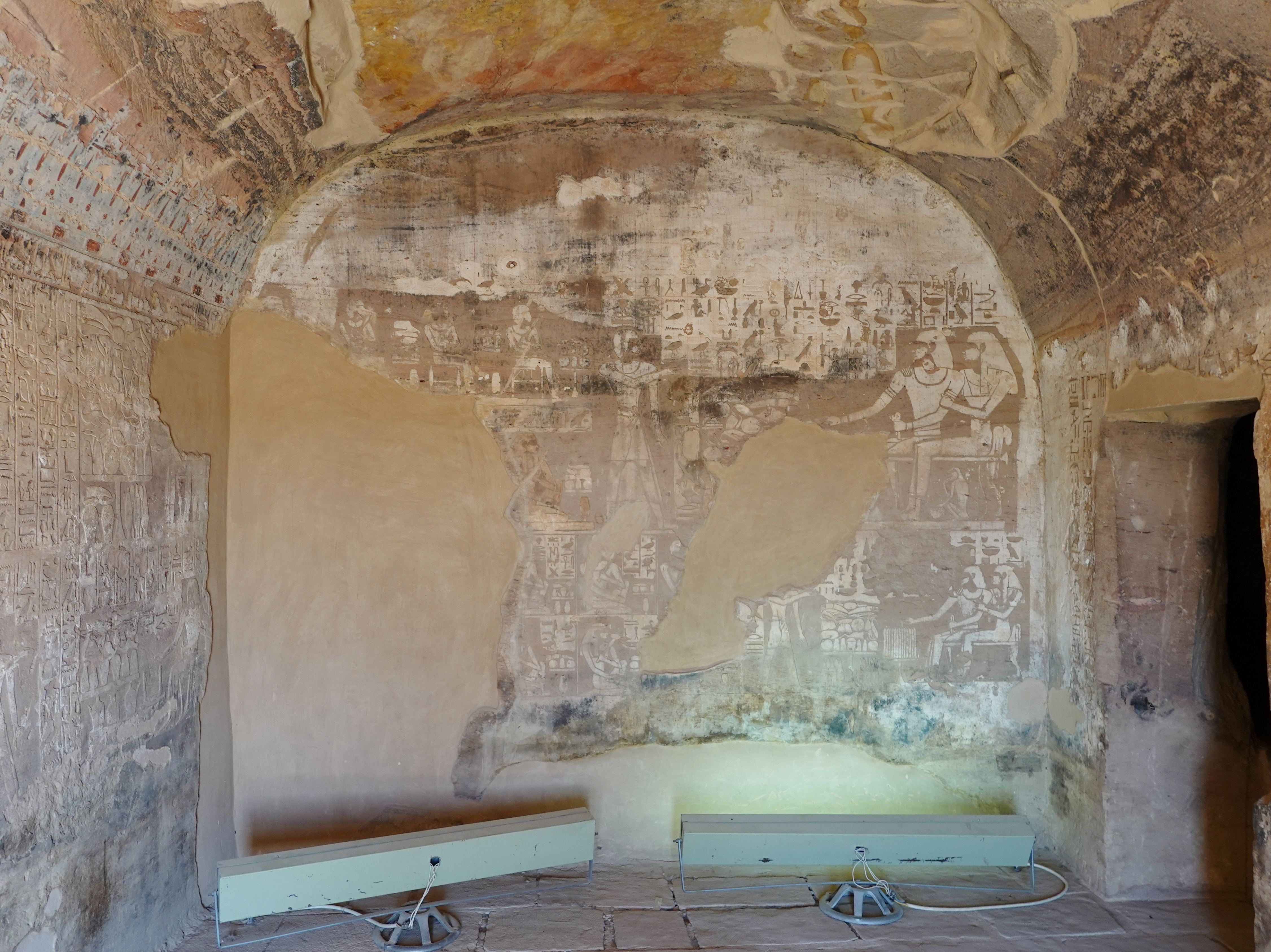
Grabkammer des Ahmose

Das Grab des Ahmose befindet sich am Nordostufer des Nils in der oberägyptischen Stadt el-Kab. Es wird mit EK5 bezeichnet (für el-Kab 5) und ist eines der wichtigsten Felsengräber der dortigen Nekropole, die Gräber von der Zweiten Zwischenzeit bis zur 20. Dynastie umfasst. Das Grab ist vor allem durch die autobiographische Inschrift des Inhabers bedeutend, die als wichtige historische Quelle für den Beginn der 18. Dynastie gilt und neben den Siegesberichten des Kamose zu den wichtigsten zeitgenössischen Texten über die Vertreibung der Hyksos aus Unterägypten zählt.